# Книжка року 2007
Кни́жка ро́ку 2007 — книжковий конкурс 2007 року на найкращу книгу в Україні. 96 експертів рейтингу обирали найкращі книжки 2007 року в семи номінаціях, а претендували на відзнаки близько 1000 видань. До коротких списків потрапили книжки 72 видавництв із 13 міст України.
Центр рейтингових досліджень «Еліт-Профі» разом із Фондом сприяння розвитку мистецтв стали засновниками часопису «Книжник-Ревю». 
За результатами голосування експертів перемогли такі видання:

## «Хрестоматія»
- Авангард Йогансена (Львів, «Наутілус»),
- Євген Нахлік «Пантелеймон Куліш. Особистість, письменник, мислитель» (Київ, «Український письменник»),
- Оксана Забужко «Notre Dame d’Ukraine: Українка в конфлікті міфологій» (Київ, «Факт»)

## «Красне письменство»
- Марія Матіос «Майже ніколи не навпаки» (Львів, «Піраміда»),
- Салман Рушді «Опівнічні діти» (Київ, «Юніверс»),
- Тарас Федюк «Трансністрія» (Київ, «Факт»),
- Стівен Кінг «Історія Лізі» (Харків, Книжковий клуб "Клуб сімейного дозвілля", серія «Світові бестселери українською»).

## «Софія»
- «Філософія права» (Київ, «Основи»),
- Наталя Яковенко «Вступ до історії» (Київ, «Критика»)

## Минувщина
- «Доба гетьмана Івана Мазепи в документах» (Київ, «Києво-Могилянська академія»)
- Ярослав Тинченко «Офіцерський корпус армії Української Народної Республіки (1917—1921)» (Київ, «Темпора»),
- «Голодомор 1932-1933 років в Україні: документи і матеріали» (Київ, «Києво-Могилянська академія»)

## «Обрії»
- «Грані світу» (Київ, «Грані-Т»),
- «Український музей. Збірник I: Репринтне видання 1927 року» (Київ, «Фенікс»),
- Микола Сухомозський, Надія Аврамчук «Україна у світі» (Київ, «МАУП»).

## «Дитяче свято»
- Аттила Могильний «Мавка і мурашиний князь» (Київ, «А-БА-БА-ГА-ЛА-МА-ГА»),
- Александр А. Мілн «Вінні-Пух і всі-всі-всі» (Харків, Книжковий клуб "Клуб сімейного дозвілля"),
- Генрик Сенкевич «В пустелі та джунглях» (Львів, «Артклас»),
- Візуальний словник англійської мови (Ірпінь, «Перун»).

## «Візитівка»
- Іоанн Георг Пінзель. Перетворення. Скульптура;
- Євгенія Кононенко. Жертва забутого майстра;
- Володимир Єшкілєв. Втеча майстра Пінзеля (Київ, «Грані-Т»),
- «Україна й українці. Галичина, Буковина» (Київ, «Оранта»),
- «Замки та фортеці» (Київ, «Мистецтво»).

- Шуан Су. Подарункове ілюстроване видання «Загадочний Китай» (Харків, Книжковий клуб "Клуб сімейного дозвілля").

## Особливі відзнаки
- Відзнака за Найкращу серію: видавництво «Факт», серія «Висока полиця»
- Відзнака «Видавничий імідж»: видавництво «Грані-Т»